# Daniele Tortomasi

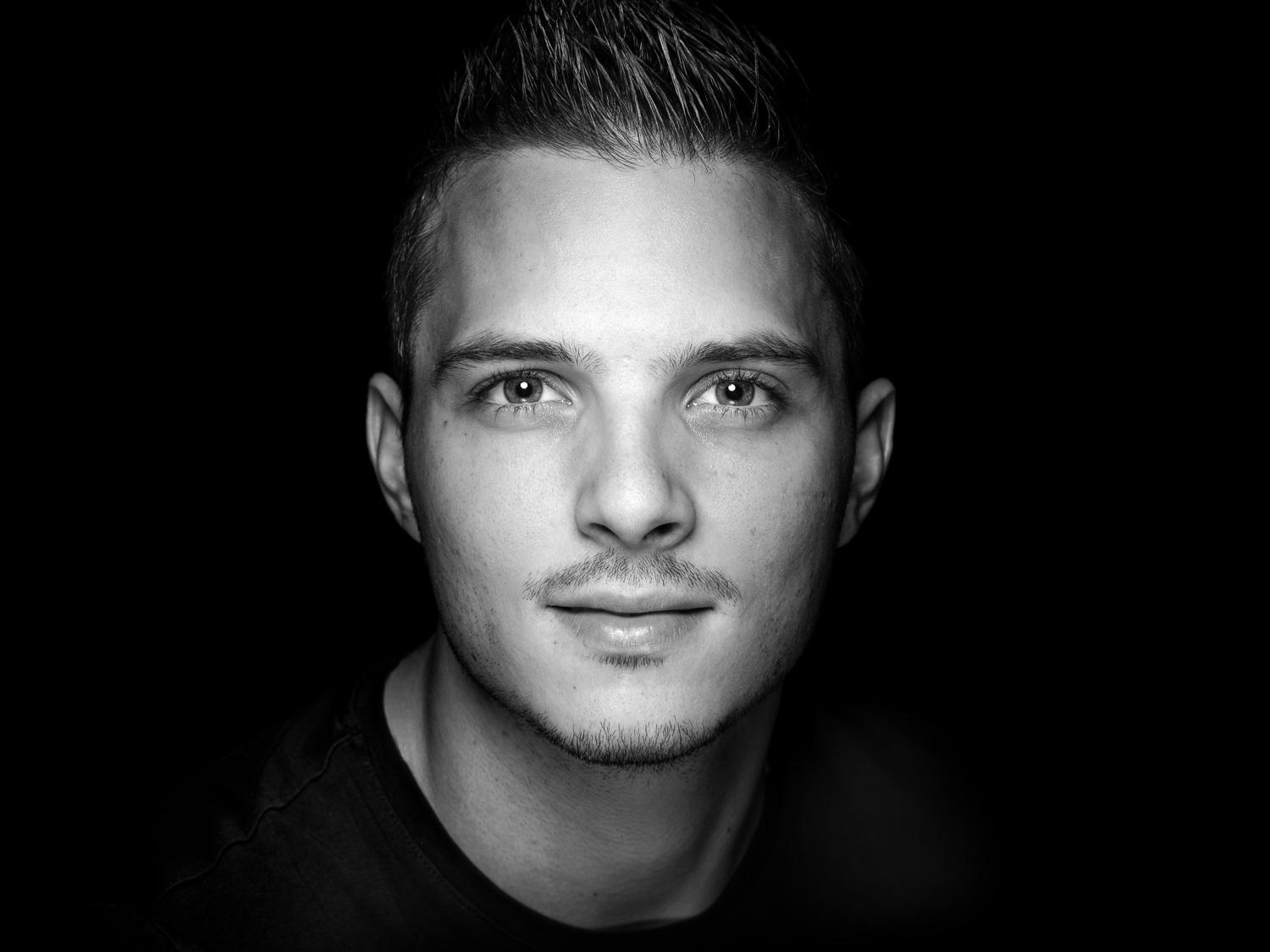
Daniele Tortomasi (2020)

Daniele Tortomasi (* 29. März 1994 in Freiburg im Breisgau) ist ein deutsch-italienischer Koch. Er gehört zu den jüngsten Sterneköchen in Deutschland und der Schweiz.

## Biografie
Tortomasi wuchs in Breisach am Rhein auf. Seine Ausbildung (2009–2012) absolvierte er bis zum 2. Ausbildungsjahr im Parkhotel Waldeck in Titisee und wechselte anschließend im 3. Ausbildungsjahr ins Parkhotel Adler in Hinterzarten, wo er diese abschloss. Nach der Ausbildung 2012 folgte noch ein weiteres Jahr als Commis de Cuisine im Parkhotel Adler, ehe es ihn Mitte 2013 ins Colombi Hotel nach Freiburg zu Alfred Klink zog, bei dem er zwei Jahre lang als Commis de Cuisine und Chef de Partie tätig war. Anfang 2015 folgte ein Auslandspraktikum in London, bis im Juni 2015 der Wechsel in die Schwarzwaldstube im Hotel Traube Tonbach stattfand und er dort unter Harald Wohlfahrt und Torsten Michel als Chef de Partie tätig war. Anschließend (Frühjahr 2018) schloss er sich der Köhlerstube im Unternehmen an. 2019 wurde Tortomasi im Favorite Restaurant in Mainz Küchenchef und wurde im ersten Jahr vom Guide Michelin mit dem ersten Michelin-Stern ausgezeichnet. Der Gault-Millau zählte Tortomasi 2019 zu den Talenten des Jahres und seine Arbeit wurde mit 16 Punkten prämiert. Weitere Auszeichnungen erkochte er sich ebenfalls in anderen Gourmetführern. 
Im Januar 2020 eröffnete und gründete er zusammen mit dem Gastronomen Gregor Vorös das Restaurant The Nucleus im Tropenhaus Wolhusen sowie das Tagesrestaurant, das sich inmitten des Tropenwaldes befand, und erkochte auch dort auf Anhieb für das Restaurant The Nucleus einen Stern im Guide Michelin sowie 15 Punkte durch den Gault-Millau. Auch in diesem Jahr gelang ihm die Auszeichnung Talent des Jahres (Gault-Millau) und wurde als „Ronaldo der Küche“ betitelt. Seine Küche und Handschrift bekam durch die besondere Location eine exotische Note. Die Fusion aus französischer Haute Cuisine, Avantgarde-Techniken und der Geschmack des Tropischen Waldes prägten seine Küchenrichtung. „DT7“, wie Daniele Tortomasi unter anderem auch genannt wird, verließ zusammen mit dem Restaurant The Nucleus das Tropenhaus Wolhusen aufgrund eines Konzept- und Geschäftsführerwechsels.

## Auszeichnungen
- 2019: Michelin-Stern im Guide Michelin 2019
- 2019: 16 Punkte im Gault-Millau 2020
- 2019: Talent des Jahres im Gault-Millau 2020
- 2019: 100 Best Chefs Germany, Platz 50[3]
- 2021: Michelin-Stern im Guide Michelin 2021
- 2021: Talent des Jahres im Gault-Millau 2021